# Franco Narcisi
Franco Narcisi (Laval, 21 agosto 1983) è un ex hockeista su ghiaccio canadese naturalizzato italiano, di ruolo attaccante.

## Carriera
È alto 178 cm per 86 kg di peso. Esordì nella stagione 2002-2003 nella ECAC North (NCAA Division III) con la i Southern Maine Huskies, collezionando 24 presenze e 13 gol.
Dopo due anni, nella stagione 2005-06 approdò in Italia nell'Asiago Hockey dove collezionò 36 presenze e 7 gol. L'anno successivo giocò invece nel Ritten Sport con 27 presenze e 8 gol. Nella stagione 2006-07 è passato alla Sportivi Ghiaccio Cortina, collezionando 32 presenze e 7 gol, vincendo il titolo nazionale.

## Palmarès

### Club
- Campionato italiano: 1

Cortina: 2006-2007